# San Pablo (Isabela)
San Pablo é um município de  segunda classe de renda municipal (d) na província Isabela, nas Filipinas. De acordo com o censo de 1 de maio  de  2020 possui uma população de 26 320 pessoas e 5 867 domicílios.